# Fatma Zohra Zerouati
Fatma Zohra Zerouati est une femme politique algérienne née le 18 novembre 1967 à Aïn Defla, présidente du parti TAJ et ancienne ministre de l’Environnement et des Énergies renouvelables d'Algérie.

## Biographie

### Formation
Fatma Zohra Zerouati a fait une formation d’ingénieure d’État en Écologie et Environnement.

### Carrière professionnelle
Fatma Zohra Zerouati fut une journaliste, grand reporter  de la télévision publique. Elle y a présenté de nombreuses émissions traitant de l'environnement.
En 2002, elle est nommée à la tête de la Fédération nationale de la protection de l'environnement (FNPE).
En 2017, elle est désignée membre du conseil national des droits de l'homme. 

### Carrière politique
Engagée pour l'écologie et de la préservation de l'environnement, elle s'engage en 2012 en politique dans le parti  TAJ, le TAJ (Rassemblement de l'Espoir de l'Algérie).
Le 25 mai 2017, Fatma Zohra Zerouati est nommée ministre de l'Environnement et des Énergies renouvelables du nouveau gouvernement Abdelmadjid Tebboune. Elle remplace M. Abdelkader Ouali et est le seul   membre du parti TAJ au sein de ce gouvernement.
Elle garde son portefeuille  lors du remaniement ministériel d'août 2017 dans le gouvernement Ahmed Ouyahia X.